# Ettore Fronzi
Ettore Fronzi (Ostra, 11 giugno 1867 – Senigallia, 19 febbraio 1940) è stato un arcivescovo cattolico italiano.

## Biografia
Nacque l'11 giugno 1867 a Ostra.
Fu ordinato presbitero nel 1889 per la diocesi di Senigallia.

### Ministero episcopale
Il 12 settembre 1908 papa Pio X lo nominò vescovo di Cagli e Pergola. Ricevette l'ordinazione episcopale il 27 settembre dello stesso anno, nella cattedrale di Cagli, da Tito Maria Cucchi, vescovo di Senigallia, co-consacranti Giuseppe Gandolfi, vescovo di Jesi, e Giulio Serafini, vescovo titolare di Lampsaco.
Il 14 dicembre 1918 papa Benedetto XV lo nominò arcivescovo di Camerino; prese possesso dell'arcidiocesi il 18 maggio 1919.
Il 1º ottobre 1938 papa Pio XI accettò la rinuncia al governo pastorale dell'arcidiocesi di Camerino e lo nominò arcivescovo titolare di Melitene.
Due anni dopo, il 19 febbraio 1940, morì a Senigallia.

## Genealogia episcopale e successione apostolica
La genealogia episcopale è:
- Cardinale Scipione Rebiba
- Cardinale Giulio Antonio Santori
- Cardinale Girolamo Bernerio, O.P.
- Arcivescovo Galeazzo Sanvitale
- Cardinale Ludovico Ludovisi
- Cardinale Luigi Caetani
- Cardinale Ulderico Carpegna
- Cardinale Paluzzo Paluzzi Altieri degli Albertoni
- Papa Benedetto XIII
- Papa Benedetto XIV
- Papa Clemente XIII
- Cardinale Marcantonio Colonna
- Cardinale Giacinto Sigismondo Gerdil, B.
- Cardinale Giulio Maria della Somaglia
- Cardinale Carlo Odescalchi, S.I.
- Cardinale Costantino Patrizi Naro
- Cardinale Lucido Maria Parocchi
- Vescovo Tito Maria Cucchi
- Arcivescovo Ettore Fronzi

La successione apostolica è:
- Vescovo Settimio Quadraroli (1921)
- Vescovo Achille Salvucci (1935)